# روبرت اس مالیکن
روبرت سندرسون مالیکن (به انگلیسی: Robert Sanderson Mulliken) (زاده ۷ ژوئن ۱۸۹۶ - درگذشته ۳۱ اکتبر ۱۹۸۶) فیزیکدان و شیمیدان آمریکایی است که در ۱۹۶۶ «برای کار به روی کشش شیمیایی و ساختار الکترونیکی مولکولها از راه مطالعه تئوری اوربیتال مولکولی» موفق به کسب جایزه نوبل شیمی شد.

## زندگی‌نامه

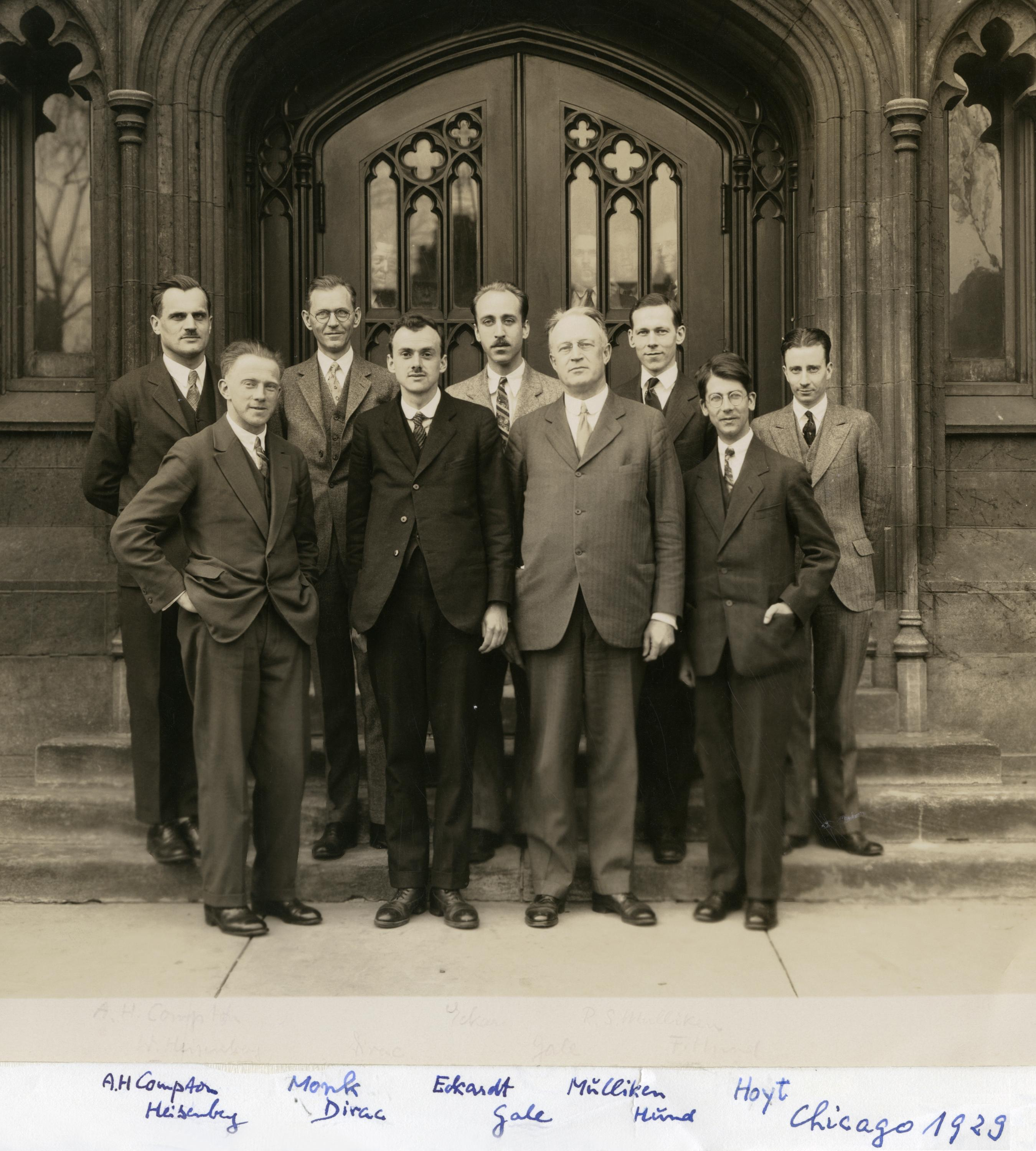
روبرت مالیکن، سوم در سمت راست ٬شیکاگو، ایلینوی سال ۱۹۲۹

### سال‌های نخست
مالیکن ۷ ژوئن ۱۸۹۶ در نیوبوریپورت، ماساچوست به دنیا آمد. پدر او، ساموئل پارسونز مالیکن استاد شیمی آلی در موسسه تکنولوژی ماساچوست (MIT) بود.
|